# Narodni antropološki muzej, Mehika
Narodni antropološki muzej (špansko Museo Nacional de Antropología, MNA) je narodni muzej Mehike. Je največji in najbolj obiskan muzej v Mehiki. Stoji na območju med Paseo de la Reforma in ulico Mahatma Gandhi v parku Chapultepec v Ciudad de México. Muzej vsebuje pomembne arheološke in antropološke artefakte iz mehiške predkolumbovske dediščine, na primer Azteški sončni kamen (ali kamen azteškega koledarja) in azteški kip Xochipili.
Muzej (skupaj s številnimi drugimi mehiškimi narodnimi in regionalnimi muzeji) upravlja Instituto Nacional de Antropología e Historia (Nacionalni inštitut za antropologijo in zgodovino) ali INAH. To je bil eden izmed številnih muzejev, ki jih je leta 1964 odprl mehiški predsednik Adolfo López Mateos.
Ocene muzeja so različne, eden jih obravnava kot »nacionalni zaklad in simbol identitete. Muzej je sinteza ideološkega, znanstvenega in političnega podviga«. Octavio Paz je kritiziral, da je muzej naredil Mexice (Azteke) v osrednji dvorani, ki pravi, da »vzvišenost in poveličevanje Mexico-Tenochtitlana spreminja Antropološki muzej v tempelj«.

## Arhitektura
Monumentalna stavba, ki so jo leta 1964 oblikovali Pedro Ramírez Vázquez, Jorge Campuzano in Rafael Mijares Alcérreca, vsebuje razstavne dvorane, ki obdajajo dvorišče z ogromnim ribnikom in velikim kvadratnim betonskim dežnikom, podprtim z enim samim vitkim stebrom (znan kot el paraguas v španščini). Dvorane obkrožajo vrtovi, od katerih so številni na prostem. Muzej ima 23 sob za razstave in zajema površino 79.700 kvadratnih metrov.

## Zgodovina
Konec 18. stoletja so bili po naročilu podkralja Bucarelija predmeti, ki so bili del zbirke Lorenza Boturinija - vključno s skulpturama Coatlicueja in sončnega kamna - postavljeni na mehiško Kraljevo in papeško univerzo, jedro zbirke, ki bo postala Narodni muzej antropologije.
25. avgusta 1790 je botanik José Longinos Martínez ustanovil Kabinet zanimivosti Mehike (Gabinete de Historia Natural de México). V 19. stoletju so muzej obiskali mednarodno priznani učenjaki, kot je Alexander von Humboldt. Leta 1825 je prvi mehiški predsednik Guadalupe Victoria, ki mu je svetoval zgodovinar Lucas Alamán, ustanovil Narodni mehiški muzej kot avtonomno ustanovo. Leta 1865 je cesar Maksimilijan I. Mehiški preselil muzej v Calle de Moneda 13, na nekdanjo lokacijo Casa de Moneda.
Leta 1906 je Justo Sierra zaradi rasti muzejskih zbirk razdelil zalogo Narodnega muzeja. Naravoslovne zbirke so bile preseljene v stavbo Chopo, ki je bila zgrajena posebej za zaščito stalnih razstav. Muzej se je preimenoval v Narodni muzej za arheologijo, zgodovino in etnografijo, ponovno pa so ga odprli 9. septembra 1910 v prisotnosti predsednika Porfiria Díaza. Do leta 1924 se je zaloga muzeja povečala na 52.000 predmetov in jo je obiskalo več kot 250.000 obiskovalcev.
Decembra 1940 so muzej ponovno razdelili, njegove zgodovinske zbirke so preselili na grad Chapultepec, kjer so ustanovili Museo Nacional de Historia (Narodni zgodovinski muzej), s poudarkom na vicekraljevini Nova Španija in njenem napredku v smeri sodobne Mehike. Preostala zbirka se je preimenovala v Narodni muzej antropologije, s poudarkom na predkolumbovski Mehiki in sodobni mehiški etnografiji.
Gradnja sodobne muzejske stavbe se je začela februarja 1963 v parku Chapultepec. Projekt je koordiniral arhitekt Pedro Ramírez Vázquez, sodelovala sta Rafael Mijares Alcérreca in Jorge Campuzano. Gradnja stavbe je trajala 19 mesecev, slovesno jo je odprl 17. septembra 1964 predsednik Adolfo López Mateos, ki je izjavil:
Mehiško ljudstvo dviga ta spomenik v čast čudovitih kultur, ki so v predkolumbovskem obdobju cvetele v regijah, ki so danes ozemlje republike. Današnja Mehika se pred pričevanji teh kultur pokloni avtohtonim prebivalcem Mehike, na njihovem zgledu prepoznamo značilnosti naše narodne izvirnosti.
Film Museo pripoveduje zgodbo o znamenitem ropu v Narodnemu muzeju antropologije 25. decembra 1985 v Ciudad de México.

## Razstave
Muzejske zbirke vključujejo Sončni kamen, velikanske kamnite glave Olmeške civilizacije, ki so jih našli v džunglah Tabasca in Veracruza, zaklade, pridobljene od civilizacije Majev, v Svetem cenotu pri Chichen Itzi, repliko pokrova sarkofaga iz Pacalove grobnice v Palenqueju in etnološki prikazi sodobnega mehiškega življenja na podeželju. Ima tudi model lokacije in postavitve nekdanje prestolnice Aztekov Tenochtitlana, katerega mesto danes zaseda osrednje območje sodobnega Ciudad de Méxica.
Stalne razstave v pritličju zajemajo vse predkolumbovske civilizacije na sedanjem ozemlju Mehike in na nekdanjem mehiškem ozemlju na današnjem jugozahodu ZDA. Razvrščeni so kot sever, zahod, Maji, Mehiški zaliv, Oaxaca, Mexico, Tolteki in Teotihuacan. Stalne razstave v prvem nadstropju prikazujejo kulturo domorodnega prebivalstva Mehike od španske kolonizacije.
V muzeju so tudi gostujoči eksponati, ki se na splošno osredotočajo na druge velike svetovne kulture. Pretekle razstave so bile osredotočene na stari Iran, Grčijo, Kitajsko, Egipt, Rusijo in Španijo.

## Galerija
- Reprodukcija templja pernate kače v Teotihuacanu
- Disk Mictlantecuhtlija
- Kip Chalchiuhtlicue
- Olmeca -Xicalanca - stenska slika moških ptic Cacaxtla
- Freska in model Tenochtitlana, gleda na vzhod
- Ocelotl-Cuauhxicalli
- Teocalli svete vojne
- Kip Xiuhcoatl
- Kip azteške boginje Coatlicue
- Xochipili
- Lobanja prekrita s turkizom
- Replika Codex Borbonicus
- Replika pokrivala za glavo Moctezuma II.
- Relief Toniná
- Lintel 26, Yaxchilan
- Keramika otoka Jaina
- Reprodukcija mavzoleja vladarja Palenqueja, K'inich Janaab 'Pakal
- Pogrebna maska K'inich Janaab 'Pakal
- Friz iz Placeres
- Chaackova maska
- Zapoteška maska boga netopirja
- Reprodukcija groba 105 Monte Albán
- Misteška keramika
- Misteški naprsnik iz zlata in turkiza, grb iz Yanhuitlána
- Olmeška kolosalna glava
- Olmeška rokoborka
- Tuxtla statuette
- Reprodukcija skulpture Mictlantecuhtlija v El Zapotalu
- Maska iz Malinaltepeca
- Figura igralca pelote
- Cilj igre z žogo, Chichen Itza.